# ایستگاه کنون پارک
ایستگاه کنون پارک یک ایستگاه از خط بیکرلو و از خطوط متروی لندن است.که در پارک کنون قرار دارد و در ۱۰ دسامبر ۱۹۳۲ افتتاح شده‌است.

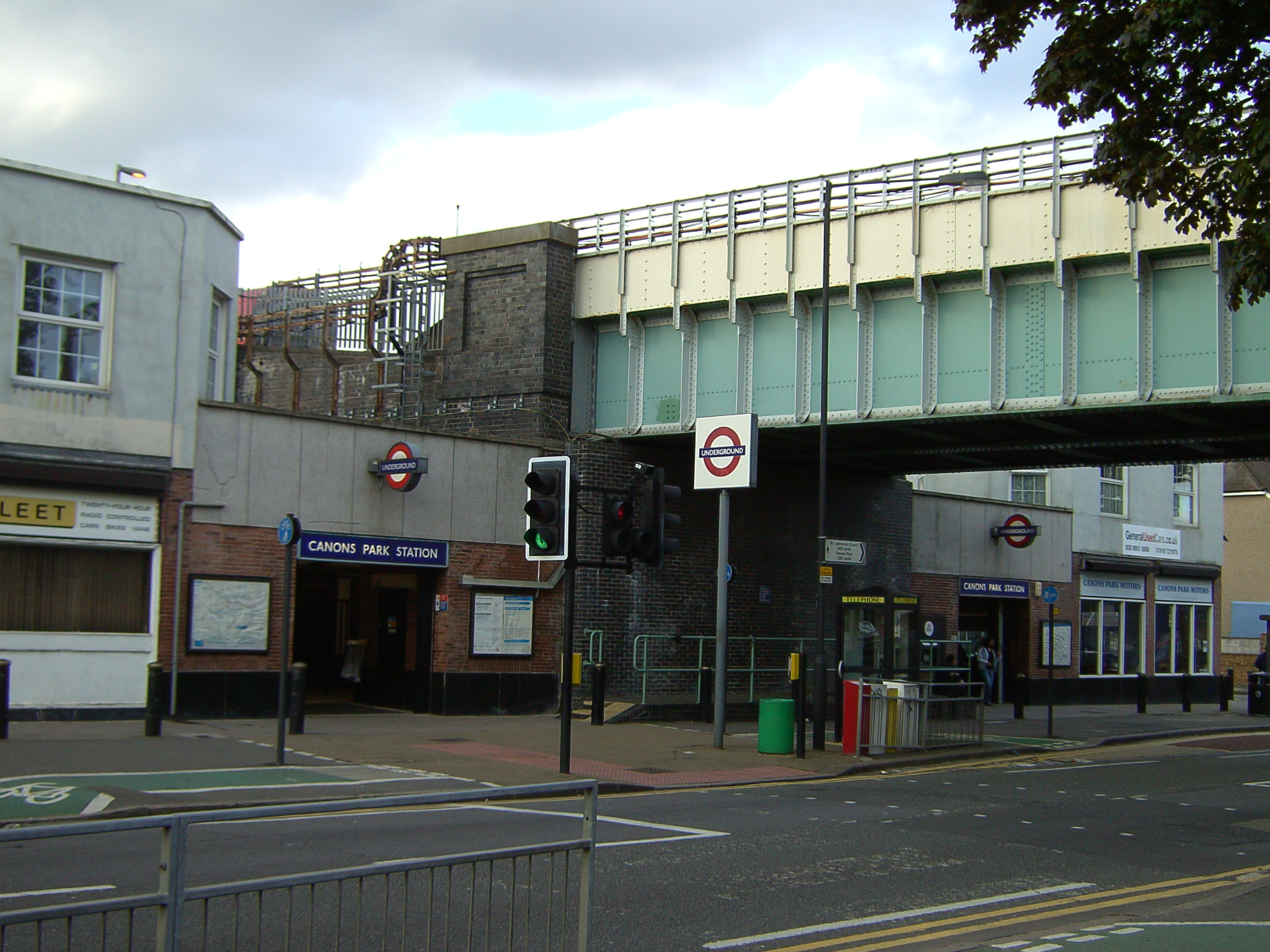

## نگارخانه

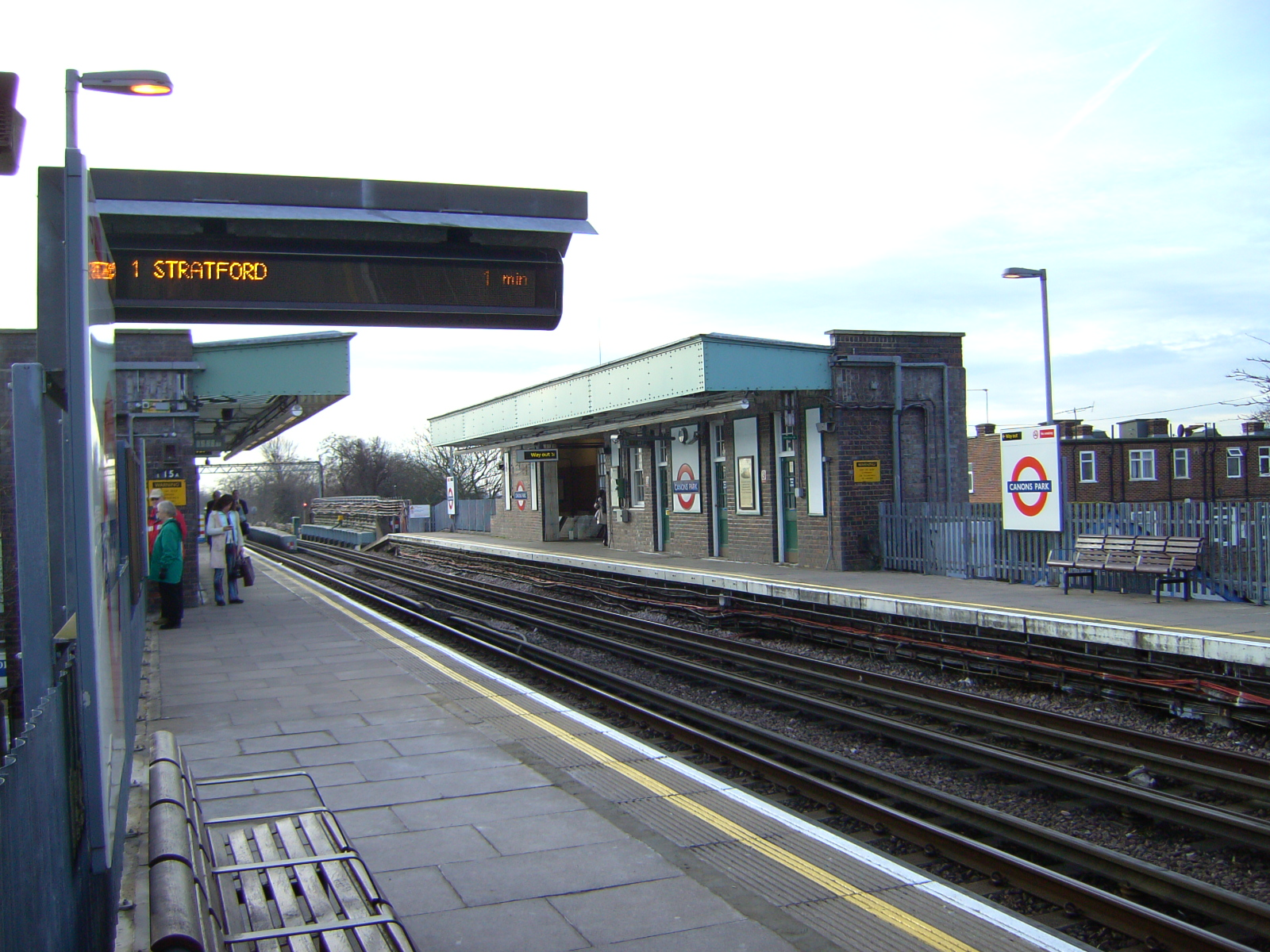
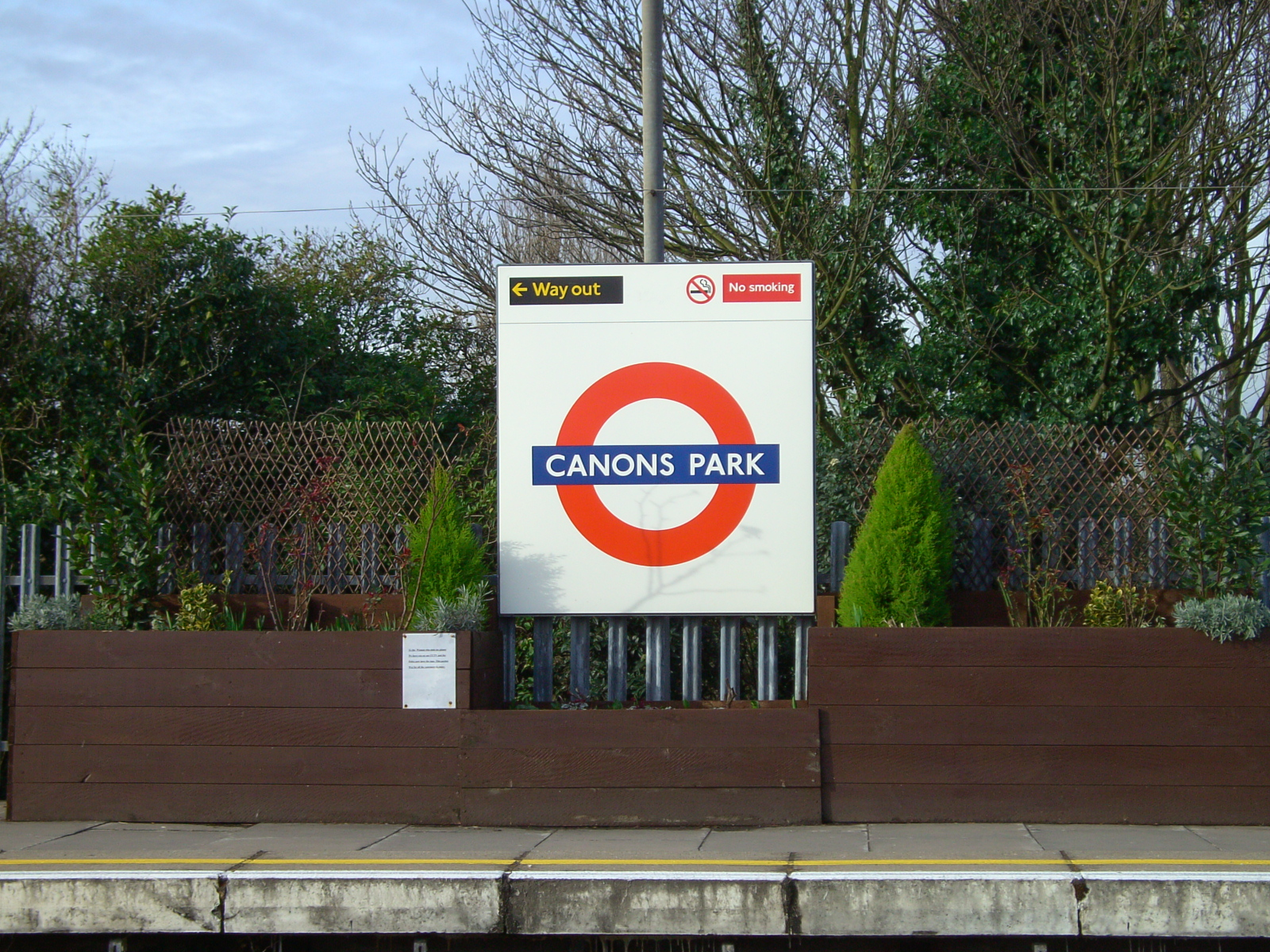